# Aschema madagascariensis
Aschema madagascariensis är en spindelart som först beskrevs av Embrik Strand 1907.  Aschema madagascariensis ingår i släktet Aschema och familjen Zodariidae.
Artens utbredningsområde är Madagaskar. Inga underarter finns listade i Catalogue of Life.